# Witvoorhoofdtrappist
De witvoorhoofdtrappist (Monasa morphoeus) is een vogel uit de familie Bucconidae (baardkoekoeken).

## Verspreiding en leefgebied
Deze soort komt voor van Honduras tot het Amazonebekken en zuidoostelijk Brazilië en telt 7 ondersoorten:
- Monasa morphoeus grandior: van Nicaragua en Honduras tot noordwestelijk Panama.
- Monasa morphoeus fidelis: oostelijk Panama en noordwestelijk Colombia.
- Monasa morphoeus pallescens: zuidoostelijk Panama en westelijk Colombia.
- Monasa morphoeus sclateri: noordelijk en centraal Colombia.
- Monasa morphoeus peruana: van zuidoostelijk Colombia, oostelijk Ecuador en zuidelijk Venezuela tot oostelijk Peru en westelijk Brazilië.
- Monasa morphoeus morphoeus: zuidelijk en oostelijk Brazilië.
- Monasa morphoeus boliviana: noordoostelijk Bolivia.